# Niels Verburgh
Niels Verburgh (Brugge, 31 januari 1998) is een Belgisch profvoetballer die doorgaans als centrale verdediger of verdedigende middenvelder speelt. Hij heeft ervaring in België, Nederland en Luxemburg en speelt sinds 1 februari 2024 voor Sporting Hasselt in de Belgische 1ste Nationale VV.
| Seizoen          | Club                         | Land                              | Wedstrijden | Doelpunten |
| - 2018           | Club Brugge (jeugd & A-kern) | België                            | 0           | 0Â         |
| 2018 (huur)      | Waasland-Beveren             | België                            | 9           | 0          |
| 2018-2020        | Roda JC Kerkrade             | Nederland Keuken Kampioen Divisie | 47          | 2          |
| 2020             | Roeselare                    | België                            |             |            |
| 2020-2021        | Knokke                       | België                            |             |            |
| 2021-2022        | Jeunesse Esch                | Luxemburg BGL Ligue               | 26          | 1          |
| 2022-2024        | Patro Eisden                 | België 1ste Nationale             | 27          | 3          |
| 2023-2024 (huur) | Sporting Hasselt             | België                            | 18          | 8          |
| 2024-heden       | Sporting Hasselt             | België                            |             |            |

Persoonlijke informatie
- Geboortedatum: 31 januari 1998 (27 jaar oud)
- Geboorteplaats: Brugge, België
- Lengte: 1,88 m
- Positie: Centrale verdediger / verdedigende middenvelder
- Rugnummer: 6 bij Sporting Hasselt (ook in 2023–24)

## Statistieken
| Seizoen | Club               | Land               | Competitie         | Competitie | Competitie | Beker | Beker | Internationaal | Internationaal | Totaal | Totaal |
| Seizoen | Club               | Land               | Competitie         | Wed.       | Dlp.       | Wed.  | Dlp.  | Wed.           | Dlp.           | Wed.   | Dlp.   |
| ------- | ------------------ | ------------------ | ------------------ | ---------- | ---------- | ----- | ----- | -------------- | -------------- | ------ | ------ |
| 2017/18 | Club Brugge        | Vlag van België    | Jupiler Pro League | 0          | 0          | 0     | 0     | 0              | 0              | 0      | 0      |
| 2017/18 | → Waasland-Beveren | Vlag van België    | Jupiler Pro League | 9          | 0          | 0     | 0     | —              | —              | 9      | 0      |
| 2018/19 | Roda JC            | Vlag van Nederland | Eredivisie         | 0          | 0          | 0     | 0     | —              | —              | 0      | 0      |
| TOTAAL  | TOTAAL             | TOTAAL             | TOTAAL             | 9          | 0          | 0     | 0     | 0              | 0              | 9      | 0      |